# Benoît Roger
Benoît Roger est un joueur français de volley-ball né le 1er juin 1985 à Paris. Il mesure 1,85 m et joue libero.

## Clubs
| Club                  | Pays       | De        | À         |
| --------------------- | ---------- | --------- | --------- |
| AS Cannes             | France     | 2005-2006 | 2005-2006 |
| AS Saint-Jean-d'Illac | France     | 2006-2007 | 2007-2008 |
| London Polonia        | Angleterre | 2008-2009 | 2008-2009 |
| AS Saint-Jean-d'Illac | France     | 2009-2010 | 2009-2010 |
| UGS Nantes-Rezé       | France     | 2010-2011 | 2011-2012 |